# Rhinite atrophique
 Mise en garde médicale
La rhinite atrophique, ou ozène est une forme de rhinite chronique dans laquelle la muqueuse s’amincit et se sclérose. 
Elle est caractérisée par la formation d'épaisses croûtes sèches dans une cavité nasale évasée causé par la perte progressive ou une atrophie, de la muqueuse nasale et de l'os sous celle-ci.

## Symptômes
Les fosses nasales se dilatent et se dessèchent. Des croûtes se forment à l’intérieur du nez, accompagnées d’une mauvaise odeur. 
Les symptomes peuvent comporter la fétidité (forte odeur désagréable), la formation de croûtes / obstruction nasale, les saignements de nez, l'anosmie (perte de l'odorat), la cacosmie (perception olfactive désagréable), les infections secondaires, l'infection par un ver parasitaire, la difformité nasale, la pharyngite, l'otite moyenne et parfois, l'extension au cerveau et à ses membranes. La rhinite atrophique peut être primaire ou secondaire.

## Cause
La rhinite atrophique est une affection nasale chronique de cause inconnue.